# Northern Province, Zambia

Provinsens läge i Zambia

Northern Province ("Norra provinsen") är en av Zambias tio provinser. Vid folkräkningen år 2010 hade området som motsvarar dagens provins 1 105 824 invånare på en yta av 77 650 km². Provinshuvudstad är Kasama. Här ligger bembafolkets traditionella hemland.
Northern gränsar till provinserna Luapula och Muchinga, samt till länderna Kongo-Kinshasa och Tanzania.

## Distrikten

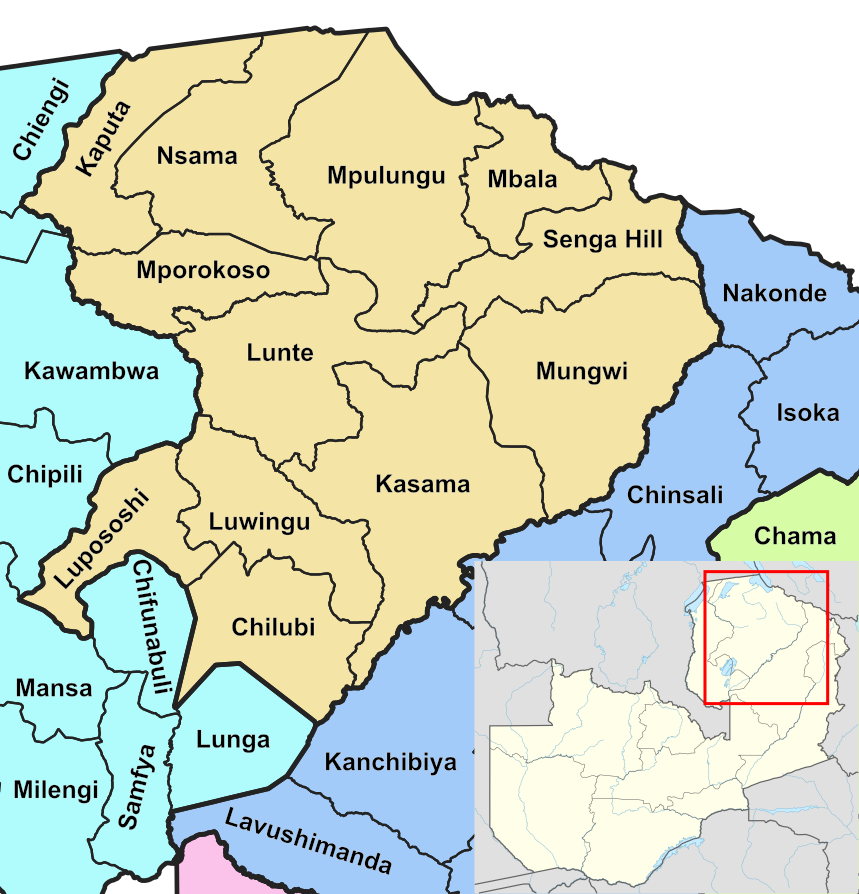
Distrikt i provinsen (2022).

Provinsen delas in i distrikten (2022):
- Chilubi
- Kaputa
- Kasama
- Lunte
- Lupososhi
- Luwingu
- Mbala
- Mporokoso
- Mpulungu
- Mungwi
- Nsama
- Senga Hill

Distrikten Chinsali, Isoka, Mpika och Nakonde ingick fram till 2011 i provinsen, men övergick då till den nybildade provinsen Muchinga.